# 紳寶9-3X
紳寶9-3X是一款2009年發表，在瑞典特羅爾海坦(Trollhättan)紳寶汽車生產的中型all-rounder全功能跨界轎旅車(CrossOver)。
Saab 9-3從2008年開始幾乎沒有改變過車型，只有細微的設計改變以及性能加強。在2009年日內瓦車展發表的Saab 9-3X則是四輪驅動XUV(Xtreme Utility Vehicle)版本的9-3 SportCombi。配置SAAB XWD全時四輪驅動系統，底盤調高35mm以因應崎嶇路面地形的off-road需求。

## 相關
- Saab 9-3
- SAAB XWD